# You FM
You FM est une radio publique régionale allemande destinée à la jeunesse, appartenant au groupe Hessischer Rundfunk.

## Histoire
En 2004, You FM succède à hr XXL (de), connue principalement pour l'émission Clubnight (aujourd'hui sur hr3), consacrée aux musiques électroniques. Afin de se débarrasser de cette image de "Radio-Techno", elle change de nom.
Comme hr3, elle propose de la musique mainstream généraliste, cependant elle met plus en avant les musiques actuelles et appréciées des plus jeunes. Elle propose une radio libre à partir de 23 h. Interessée par l'interactivité, la radio propose sur son site Internet une application "J'aime" ou "Je n'aime pas" pour chaque chanson de la playlist et ainsi de la modifier. En outre, elle propose dessus, outre le programme standard, des chaînes Rock, Black et Club.

## Audience
L'institut Media-Analyse (de) estime l'audience de You FM du lundi à vendredi à 75 000 auditeurs puis à 104 000 en juillet 2014, dépassant pour la première fois son concurrent planet radio.

## Diffusion
YouFM peut être reçu d'abord par VHF. Dans le nord de la Hesse, sa fréquence est le 97.7 FM ; dans le sud, la réception est améliorée grâce à la nouvelle fréquence du 95.3 FM. En février 2013, certaines fréquences de hr2-kultur sont redonnées à Hr-info et à You FM. La radio privée Hit Radio FFH, concurrente de You FM, dénonce un "tour de passe-passe" et menace d'un procès.

### Source de la traduction
- (de) Cet article est partiellement ou en totalité issu de l’article de Wikipédia en allemand intitulé « You FM » (voir la liste des auteurs).